# Long Road to Ruin
Long Road to Ruin (ang. Długa droga do ruiny)- jest to drugi singel zespołu rockowego Foo Fighters z ich szóstej studyjnej płyty Echoes, Silence, Patience & Grace. 
Wideo zostało pokazane w stacjach telewizyjnych 1 listopada, natomiast single został wydany 3 grudnia 2007 roku. W wideoklipie gościnnie występuje aktorka Rashida Jones. Reżyserem został Jesse Peretz, który wcześniej kręcił już teledyski Foo Fighters takie jak Big Me, Learn to Fly, The One i Low.

## Lista utworów
- CD

1. "Long Road To Ruin"
2. "Seda"

- Maxi CD

1. "Long Road To Ruin"
2. "Keep The Car Running" (Arcade Fire Cover, live from Brighton 18th August 2007)
3. "Big Me" (Live From Wal-Mart Soundcheck)
4. "Long Road To Ruin" (video)

- 7"

1. "Long Road To Ruin"
2. "Holiday In Cambodia" (Dead Kennedys Cover, Live from MTV Video Music Awards 2007)

## Miejsca na listach przebojów
| Lista (2007)                          | Pozycja |
| ------------------------------------- | ------- |
| USA Hot Modern Rock Tracks            | 1       |
| USA Billboard Hot 100                 | 90      |
| USA Hot Mainstream Rock Tracks        | 2       |
| UK Singles Chart                      | 35      |
| UK Rock Chart                         | 1       |
| German Singles Chart                  | 89      |
| New Zealand New Zealand Singles Chart | 21      |
| Australian Singles Chart              | 38      |
| Swedish Singles Chart                 | 23      |
| Canadian Hot 100                      | 43      |